# 电影特技
特技是一個不尋常的和困難的物理壯舉，用於執行電視劇、舞台劇或電影等藝術目的。

## 特技的未來
在過去的好萊塢電影中，男性特技演員通常比女性還多、白人比黑人多。但當如安吉麗娜·朱莉這樣的動作女英雄及威爾·史密斯這樣的非裔美國明星的崛起，為來自不同背景的特技演員提供了更多的機會。
在電影《我吸我吸我吸吸吸》拍攝時曾發生一名特技演員從42英尺的高度摔落地面，起因於製作團隊沒有做好安全措施。自從電腦成像（CGI）逐漸普遍後便能大幅避免這類的事故發生。

## 延伸閱讀
- Gene Scott Freese, 2014, Hollywood Stunt Performers, 1910s-1970s: A Biographical Dictionary, 2nd ed. illustr. rev., McFarland, ISBN 0786476435, see , accessed 16 April 2015.

## 外部連結
- Taurus World Stunt Awards （页面存档备份，存于）
- Photos from competition and international gathering stuntriders in Minsk (Belarus) （页面存档备份，存于）